# Friedrich Trendelenburg
Friedrich Trendelenburg, född den 24 maj 1844 i Berlin, död den 15 december 1924, var en tysk kirurg, son till Friedrich Adolph Trendelenburg.
Trendelenburg blev medicine doktor 1866, kirurgie professor i Rostock 1875, i Bonn 1882 och i Leipzig 1895. Han avgick från sin professur den 1 oktober 1911. 
Bland hans skrifter kan nämnas: Erkrankungen und operationen am halse (1880), Verletzungen und chirurgische erkrankungen des gesichts (tryckt 1886) samt en mängd smärre avhandlingar om operationer i luftvägarna, om högläge av bäckenet vid vissa operationer, om operation för åderbråck med mera.